# Список послов СССР и России в КНДР
В статье представлен список послов СССР и России в КНДР.
- 8—12 октября 1948 г. — установлены дипломатические отношения на уровне посольств.

## Список послов
| Срок полномочий                   | Посол                          | Годы жизни | Вручение верительных грамот |
| --------------------------------- | ------------------------------ | ---------- | --------------------------- |
| СССР                              |                                |            |                             |
| 16 октября 1948 — 14 декабря 1950 | Терентий Фомич Штыков          | 1907—1964  | 14 января 1949              |
| 14 декабря 1950 — 31 июля 1953    | Владимир Николаевич Разуваев   | 1900—1980  |                             |
| 31 июля 1953 — 15 июня 1955       | Сергей Петрович Суздалев       | 1908—1969  | 28 августа 1953             |
| 15 июня 1955 — 22 февраля 1957    | Василий Иванович Иванов        | 1905—1989  | 26 июля 1955                |
| 22 февраля 1957 — 30 июня 1962    | Александр Михайлович Пузанов   | 1906—1998  | 8 апреля 1957               |
| 30 июня 1962 — 15 мая 1965        | Василий Петрович Московский    | 1904—1984  | 13 августа 1962             |
| 15 мая 1965 — 15 апреля 1967      | Андрей Иванович Горчаков       | 1914—?     | 4 июня 1965                 |
| 15 апреля 1967 — 8 августа 1974   | Николай Георгиевич Судариков   | 1913—2000  | 18 мая 1967                 |
| 8 августа 1974 — 24 декабря 1982  | Глеб Александрович Криулин     | 1923—1988  | 25 октября 1974             |
| 24 декабря 1982 — 13 октября 1987 | Николай Михайлович Шубников    | 1924—2004  | 20 января 1983              |
| 13 октября 1987 — 10 октября 1990 | Геннадий Георгиевич Бартошевич | 1934—1993  |                             |
| 10 октября 1990 — 25 декабря 1991 | Александр Семёнович Капто      | 1933—2020  |                             |
| Российская Федерация              |                                |            |                             |
| 25 декабря 1991 — 24 января 1992  | Александр Семёнович Капто      | 1933—2020  |                             |
| 24 января 1992 — 12 августа 1996  | Юрий Дмитриевич Фадеев         | 1932—2014  |                             |
| 12 августа 1996 — 9 июля 2001     | Валерий Иосифович Денисов      | 1941—      |                             |
| 9 июля 2001 — 20 декабря 2006     | Андрей Геннадьевич Карлов      | 1954—2016  |                             |
| 20 декабря 2006 — 5 апреля 2012   | Валерий Евгеньевич Сухинин     | 1950—      |                             |
| 5 апреля 2012 — 26 декабря 2014   | Александр Андреевич Тимонин    | 1952—      |                             |
| 26 декабря 2014 — настоящее время | Александр Иванович Мацегора    | 1955—      | 9 марта 2015                |